# Medel (Lucmagn)
Pour les articles homonymes, voir Medel.
Medel (Lucmagn) est une commune suisse du canton des Grisons, située dans la région de Surselva. C'est un des foyers de l'élevage du mouton des Grisons.

Vue aérienne (1954)